# Re di cuori (serie televisiva)
Re di cuori (titolo originale australiano Doctor Doctor, titolo internazionale The Heart Guy) è una serie televisiva australiana trasmessa sul canale Nine Network dal 14 settembre 2016. In Italia va in onda su Rai 2 dal 10 agosto 2019.

## Trama
La serie segue la storia di Hugh Knight, un cardiochirurgo in ascesa che è dotato, affascinante e infallibile. È un edonista che, grazie al suo talento puro, crede di poter vivere al di fuori delle regole. La sua filosofia lavora sodo, gioca più duro sta per tornare e morderlo.

## Personaggi e interpreti

### Personaggi principali
- Hugh Knight, interpretato da Rodger Corser e doppiato da Francesco Pezzulli
- Charlie, interpretata da Nicole da Silva e doppiata da Eleonora Reti
- Matt Knight, interpretato da Ryan Johnson e doppiato da Luca Ferrante
- Penny, interpretata da Hayley McElhinney e doppiata da Chiara Gioncardi
- Meryl Knight, interpretata da Tina Bursill e doppiata da Fabrizia Castagnoli
- Jim Knight, interpretato da Steve Bisley
- Aoife, interpretata da Shalom Brune-Franklin (prima stagione) e doppiata da Ludovica Bebi
- Betty, interpretata da Belinda Bromilow e doppiata da Angela Brusa
- Ajax, interpretato da Matt Castley e doppiato da Federico Bebi
- Hayley, interpretata da Chloe Bayliss e doppiata da Vittoria Bartolomei
- Joey, interpretato da Dave Eastgate (prima stagione)
- Ken, interpretato da Charles Wu
- Dr. Toke, interpretato da Angus McLaren (seconda stagione)
- Mia, interpretata da Brittany Scott Clark (seconda stagione)

### Personaggi secondari
- Nathan, interpretato da John Batchelor e doppiato da Franco Mannella
- Floyd, interpretata da Winta McGrath
- Papa Pex, interpretata da Thomas Swords

## Episodi
| Stagione         | Episodi | Prima TV Australia | Prima TV Italia |
| ---------------- | ------- | ------------------ | --------------- |
| Prima stagione   | 10      | 2016               | 2019            |
| Seconda stagione | 10      | 2017               | 2020            |
| Terza stagione   | 10      | 2018               | 2021            |
| Quarta stagione  | 10      | 2020               | inedita         |
| Quinta stagione  | 8       | 2021               | inedita         |